# Sin-ťiangská klika
Sinťiangská klika (zjednodušená čínština: 新疆军阀; tradiční čínština: 新疆軍閥; Pchin-jin: Xīnjiāng Jūnfá) byla vojenskou klikou, která vládla v Sin-ťiangu během éry severních militaristů. Na rozdíl od ostatních klik tohoto období její vojevůdci pocházeli z jiných oblastí než z provincie Sin-ťiang. Sinťiangská klika vznikla v průběhu 20. století a hrála důležitou roli při formování politické scény v Číně, zejména během období války mezi nacionalisty a komunisty, která probíhala před vznikem Čínské lidové republiky v roce 1949. Členové Sinťiangské kliky byli v té době významnými aktéry v oblasti Sin-ťiangu a hráli klíčovou roli při formování politických aliancí a rozhodování o osudu regionu. Po nástupu KSČ k moci se vztahy mezi centrální vládou a Sin-ťiangskou klikou zkomplikovaly. Centrální vláda usilovala o zvýšení své kontroly nad regionem a potlačení jakéhokoli separatistického hnutí. Postavení Ujgurů a dalších etnických skupin v regionu bylo příčinou sporů, což vedlo k opakovaným konfliktům a represím.

## Vznik Sin-ťiangské kliky
Politické zemětřesení, kterým byla sinchajská revoluce, zasáhlo provincii Sin-ťiang na už počátku roku 1912. Během sinchajské revoluce v roce 1911 uprchl čchingský guvernér Jüan Ta-hua z Ürümqi. Tajná revoluční společnost Ke-lao-huej, známá také jako Bao-ke-huej, společně s bratrstvem Tchien-ti-huej povstaly proti guvernérovi Jüan Ta-huaovi . Jüan neměl situaci pod kontrolou, a proto uprchl a místo něj se do čela moci dostal Jang Ceng-sin. Jangovi se podařilo porazit revolucionáře, kteří přiměli posledního guvernéra dynastie Čching, tedy Jüana, uprchnout během sinchajské revoluce. Revolucionáře bratrství Ke-lao-huej i Tchien-ti-huej Jang úspěšně eliminoval a jmenoval Ma Fu-singa vojenským velitelem 2000 čínských muslimských vojáků, jejichž cílem bylo rozdrtit Jangovy rivaly . Ačkoli byl Jang původem z Jün-nanu, jeho dobrá vztahy s muslimskými menšinami v Sin-ťiangu mu umožnily uspět tam, kde Jüan selhal. S pomocí generála Ma Fu-singa se Jangovi podařilo potlačit obě povstalecké skupiny a Pekingská vláda ho uznala za guvernéra Sin-ťiangu.

## Pozadí
Jang Ceng-sin byl jeden z mála guvernérů, který sympatizoval s Jüan Š'-kchajem, protože ho jeho sympatie k monarchii vedly k podpoře při vyhlášení Čínského císařství v roce 1915. Po pádu Jüanovy vlády se Jang rychle vrátil k podpoře republikánů. Od té doby bylo jeho politikou podporovat tu frakci, která právě ovládala Peking, což mu pomohlo se udržet u moci. Jang byl proslulý svou paranoiou, kdy vyháněl nebo popravoval ty poradce, o nichž se domníval, že proti němu spřádají pikle. K největší Jangově čistce došlo v roce 1924, kdy zakročil proti svému spojenci Ma Fu-singovi, který záměrné podával jeho vojáků opium a vystavoval uříznuté končetiny obětí opia na hradbách města Chotan . Jang poslal generála Ma Šao-wa, aby Ma Fu-singa zastřelil. Tím se Ma Šao-wa dostal k moci v Chotan, a novým poradcem Janga se stal Ťin Šu-žen. Po uznání nacionalistické vlády (KMT) v Nankingu v roce 1928, byl Jang zavražděn Fan Jao-nanem. Na post Janga se dostává jeho chráněnec Ťin Šu-žen, který špatně spravoval provincii a znepřátelil si její muslimskou většinu. V roce 1931 se muslimové proti Ťinovy vzbouřili, čehož využil guvernér Ma Čung-jing z kliky Ma, a postavil se proti Ťinovi . Ťin byl v roce 1933 vzbouřenci sesazen a jeho nástupcem se stal Šeng Š’-cchaj, který byl už v roce 1930 jmenován Nankingskou vládou do služby pod Ťinovo vedení. Boje s klikou Ma stále pokračovaly, přičemž Nanking nebyl schopen konflikt vyřešit, a tak se Šeng se v roce 1934 obrátil na Sovětský svaz .

## Sovětská invaze do Sin-ťiangu
Šeng Š’-cchaj se chopil moci 12. dubna 1933. Jeho vláda následovala nové politické principy, mezi které patřily dobré vztahy se Sovětským svazem, rasová rovnost a antiimperialismus. Sin-ťiang se tak dostal pod kontrolu Sovětů, kteří zde měli přístup ke všem přírodním zdrojům, včetně ropy, bez souhlasu čínské vlády . V roce 1934 překročily hranice dva pluky asi 7 000 sovětských vojáků GPU, aby pomohly Šeng Š’-cchajovi získat kontrolu nad Sin-ťiangem . Sovětský svaz si výměnou za pomoc vyžádal několik výsad, což mu umožnilo téměř úplnou kontrolu nad Sin-ťiangem. Šengova armáda byla poražena spojenectvím Čínské armády pod velením Čang Pchej-jüana a Nové 36. divize vedené Ma Čung-jingem. Se sovětskou podporou byla klika Ma v roce 1937 poražena. Šeng tak proměnil Sin-ťiang v sovětský protektorát a bezpečné útočiště pro Komunistickou stranu Číny . Politika Šeng Š’-cchaje však byla silně proti-muslimská, což vyústilo v islámské povstání v roce 1937. Šeng Š’-cchaj povstání potlačil a následně započaly politické čistky, během nichž byli zatčeni a odstraněni údajní spiklenci ve spolupráci se Stalinem. V roce 1938 se Šeng Š’-cchaj po návštěvě Moskvy stal členem Komunistické strany Sovětského svazu, což trvalo pouze do roku 1941, kdy se USA zapojilo do války .

## Konec nadvlády Sovětského svazu
Po invazi nacistického Německa do Sovětského svazu v roce 1941 a vstupu USA do války se Šeng rozhodl znovu připojit ke Kuomintangu, vyhnal sovětské poradce a nechal popravit komunisty. Mezi popravenými byl i Mao Ce-min, bratr Mao Ce-tunga, který se nechtěl vzdát oddanosti ke KSČ. Po úspěchu Sovětů v bitvě u Stalingradu se opět obrátil na Sověty, avšak Stalin odmítl a dopis s žádostí o pomoc poslal Čankajškovi . Čankajšek Šengovi nevěřil, protože se pokoušel znovu vyjednávat se Stalinem, a tak ho v roce 1944 sesadil a nastolil přímou vládu KMT. Šeng Š’-cchaj byl zbaven úřadu a poslán vykonávat jinou funkci do Čchung-čchingu. V letech 1944-1945 byl jmenován ministrem zemědělství Čankajškem .